# Tomasz Stanisławski
Tomasz Marcin Stanisławski (ur. 7 października 1972 w Goleniowie) – polski samorządowiec, w latach 2006–2014 i od 2018 starosta powiatu goleniowskiego.

## Życiorys
Jest synem Wiesława i Jadwigi. Z wykształcenia jest prawnikiem.

### Kariera polityczna
24 listopada 2006 roku został wybrany starostą powiatu goleniowskiego. W wyborach parlamentarnych w 2007 roku bezskutecznie kandydował do Sejmu z list Platformy Obywatelskiej z 21 miejsca.
W wyborach samorządowych w 2010 roku został wybrany radnym powiatu z wynikiem 744 głosów (7,42%), kandydując z 1 miejsca z list Platformy Obywatelskiej w okręgu 1. 2 grudnia tego samego roku został ponownie wybrany starostą. W czerwcu 2011 roku radni Sojuszu Lewicy Demokratycznej złożyli wniosek o jego odwołanie. We wrześniu tego samego roku radni powiatu odrzucili wniosek, a Stanisławski pozostał na stanowisku.
W wyborach w 2014 roku ponownie kandydował do rady powiatu z list Platformy Obywatelskiej. Utrzymał mandat z wynikiem 436 głosów (4,85%). Na funkcji starosty zastąpił go Tomasz Kulinicz, a Stanisławski został wybrany wicestarostą.
W wyborach samorządowych w 2018 roku uzyskał reelekcję na funkcji radnego powiatu, uzyskał 1029 głosów (7,77%). 20 listopada tego samego roku powrócił na stanowisko starosty. W listopadzie 2021 roku w ramach wyborów wewnętrznych w Platformie Obywatelskiej został wybrany wiceprzewodniczącym struktury w powiecie goleniowskim. W wyborach samorządowych w 2024 roku ponownie został wybrany radnym powiatu, otrzymał 1146 głosów. 8 maja tego samego roku ponownie wybrano go starostą powiatu.